# Estreito (distrito de Florianópolis)
O distrito do Estreito é um dos dezoito distritos da cidade brasileira de Florianópolis, correspondente a porção norte da parte continental da capital de Santa Catarina. Composto por sete bairros - Estreito, Capoeiras, Jardim Atlântico, Monte Cristo, Canto, Balneário e Coloninha - é o mais populoso distrito da cidade, com 68.805 habitantes.

## História
Até 1943, fazia parte de São José e era chamado de distrito de João Pessoa. No dia 1° de janeiro de 1944, o Decreto-Lei estadual n. 951/44 incorporou João Pessoa a Florianópolis, passando a se chamar Estreito - o nome vem da parte mais estreita do mar que separa o continente da Ilha de Santa Catarina, hoje chamada de Canal do Estreito.
Desde sua criação em 1944 até 2023, o Estreito fazia parte do Distrito de Florianópolis, também chamado Distrito Sede. Esse distrito era considerado a parte urbana da cidade, e por isso, diferente dos outros, era subdividido em subdistritos e bairros. O subdistrito do Estreito compreendia a porção norte da parte continental - que incluía, além do bairro Estreito, incluía os bairros Capoeiras, Jardim Atlântico, Monte Cristo, Canto, Balneário e Coloninha. A lei nº 739 elevou o subdistrito ao status de distrito.

## Pontos de interesse

### Instalações militares
Duas grandes instalações militares fazem parte do distrito. O 63º Batalhão de Infantaria faz parte da 14.ª Brigada de Infantaria Motorizada da 5.ª Divisão do Exército Brasileiro e fica localizado no Estreito, na Rua General Eurico Gaspar Dutra, 831. Já no Jardim Atlântico, na Avenida Marinheiro Max Schramm, 3028, fica a Escola de Aprendizes-Marinheiros de Santa Catarina, instituição de ensino ligada a Marinha do Brasil. Além dessas, o 22° Batalhão de Polícia Militar de Santa Catarina, que atende a região continental, fica no Monte Cristo.

### Fátima
A região conhecida como bairro de Fátima fica próximo ao Santuário de Nossa Senhora de Fátima e a praça em frente de mesmo nome. Apesar de não ser oficialmente um bairro, serve como referência, tendo até uma linha de ônibus com o nome.

### Estádio Orlando Scarpelli
O distrito do Estreito também é reconhecido por ser a casa dos torcedores alvinegros da capital. O Estádio Orlando Scarpelli, a casa do Figueirense Futebol Clube, se encontra na Rua Humaitá, 94, concentrando grande parte da sua torcida no entorno, região também comumente tomada pela torcida em dias de jogos juntamente à bandeiras, camisas e buzinas. Apesar de ser comumente associado ao bairro Estreito, o estádio na atualidade fica no bairro Canto.

### Unidos da Coloninha
A Sociedade Recreativa e Cultural Unidos da Coloninha tem sua sede na Rua Tupinambá, 475, no bairro que dá nome a escola. A quadra fica bem próximo ao Estádio Orlando Scarpelli. É a única escola de samba da região continental na atualidade e já foi campeã do carnaval de Florianópolis dez vezes.

### Beira-Mar Continental

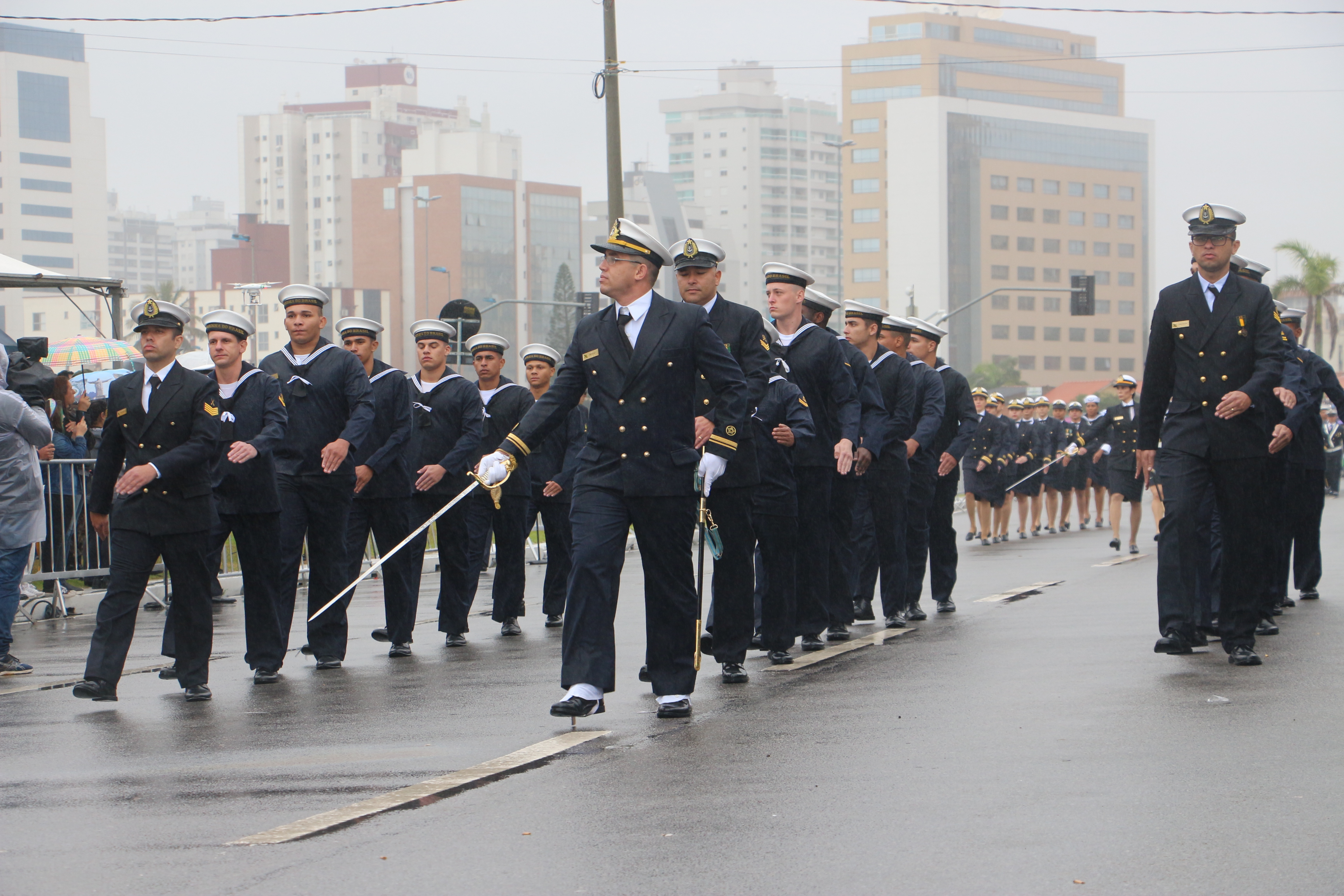
Desfile militar na Beira-mar Continental no dia da Independência do Brasil.

Criada sobre um aterro e inaugurada em 2012, a Avenida Poeta Zininho requalificou a orla voltada ao Centro, ligando Coqueiros, Estreito e o Balneário do Estreito, se tornando um novo ponto de lazer, além de receber eventos, como a festas de Réveillon e Carnaval, a Parada LGBT e o desfile do dia da Independência do Brasil. Projeta-se que uma continuação da via será feita ligando a Beira-Mar atual com São José, com novos aterros na orla do Balneário e do Jardim Atlântico, compreendendo assim toda a orla do distrito do Estreito.

### Hospital Florianópolis
Aberto em 1969, é o único hospital da região continental de Florianópolis. 

### Bosque Pedro Medeiros e Museu do Presépio
Localizado no bairro Canto, no limite deste com os bairros Estreito, Capoeiras e Coloninha, é uma das poucas áreas verdes restantes no distrito, com cerca de dez mil m² de Mata Atlântica. Uma edificação do século XIX abriga o Museu do Presépio, dedicado a essa representação artística.

## Bairros
Os bairros do distrito do Estreito são definidos pela Lei nº 5504. Localidades como Bairro de Fátima, Novo Estreito ou Chico Mendes não são bairros oficiais.
|   | Bairro           | População (Censo 2022) |
| - | ---------------- | ---------------------- |
| 1 | Capoeiras        | 18.823                 |
| 2 | Jardim Atlântico | 12.773                 |
| 3 | Monte Cristo     | 11.219                 |
| 4 | Estreito         | 9.290                  |
| 5 | Canto            | 6.509                  |
| 6 | Balneário        | 5.674                  |
| 7 | Coloninha        | 4.517                  |